# John Allen Chau
John Allen Chau (* 18. Dezember 1991 in Alabama, Vereinigte Staaten; † 17. November 2018 auf North Sentinel Island, Indien) war ein US-amerikanischer evangelikaler Missionar. Am 17. November 2018 versuchte er, die auf North Sentinel Island lebenden Sentinelesen trotz Kontaktverbots der indischen Regierung christlich zu missionieren. Er wurde dabei von Bewohnern der Insel getötet.

## Leben
John Allen Chau wurde als Sohn eines während der Kulturrevolution aus der Volksrepublik China geflohenen Psychiaters und einer US-amerikanischen Anwältin in Alabama geboren. Er wuchs mit drei Geschwistern in Vancouver im US-Bundesstaat Washington auf. Die Familie gehörte der pfingstkirchlichen Glaubensgemeinschaft Assemblies of God an. Chau schloss das Studium Health and Exercise Science an der christlich-fundamentalistischen Oral Roberts University in Oklahoma mit einem Bachelor ab.

## Missionsreise und Tod

### Hintergrund
Das indigene Volk der Sentinelesen lebt auf North Sentinel Island. Die Insel gehört zum von Indien verwalteten Unionsterritorium der Andamanen und Nikobaren. Das Volk zählt zu den rund 170 noch weitgehend isoliert lebenden Ethnien der Welt und wurde bei der Volkszählung in Indien 2011 auf 15 Angehörige geschätzt: 12 Männer und 3 Frauen. Die Menschenrechtsorganisation Survival International ging im Jahr 2018 davon aus, dass 90 bis 100 Sentinelesen auf der Insel leben. Die indischen Behörden verbieten es unter Strafe, sich der „besonders gefährdeten Stammesgruppe“ und ihrer Insel bis auf drei Kilometer zu nähern. Vor allem sollen die Bewohner vor Krankheitserregern geschützt werden, gegen die sie wahrscheinlich nicht immun sind und die für sie tödlich sein könnten. Die Sentinelesen ihrerseits lehnen seit Langem jeden Kontaktversuch von Außenstehenden gewaltsam ab.

### Vorbereitungen
Nach Angaben der evangelikalen Missionsgesellschaft Covenant Journey, deren Alumnus er gewesen sei, hatte Chau schon mehrere Missionsreisen in den USA und nach Südafrika unternommen. 2016 nahm er erstmals Kontakt mit der Missionsgesellschaft All Nations auf mit dem Wunsch, auf Mission in den Indischen Ozean und nach North Sentinel Island zu gehen. Laut All Nations verfügte Chau über Kenntnisse in Anthropologie, Missiology, dem evangelikalen Zweig der Missionswissenschaft, und Sprachwissenschaft. Chau bereitete sich mehrere Jahre auf seine missionarische Aktion vor; er hatte sich unter anderem zum Rettungsassistenten ausbilden lassen und an einem Ausbildungslager von All Nations teilgenommen.

### Tod
Chau bezahlte fünf lokalen Fischern 25.000 Rupien, umgerechnet etwa 306 Euro, um sich am 15. November 2018 nachts auf einem Holzboot der Insel zu nähern. Seinen Aufzeichnungen zufolge wurde Chau zunächst von den Bewohnern ausgelacht, als er versuchte, ihre Sprache zu imitieren. Anschließend zeigten sie deutliche Drohgebärden und ein Junge schoss mit einem Pfeil auf Chau. Am Folgetag versuchte Chau, mit seinem Kajak auf die Insel überzusetzen. Die Bewohner beschossen ihn erneut und zwangen ihn, zum Fischerboot zurückzuschwimmen. Laut Medienberichten notierte Chau anschließend in seinem Tagebuch, er wolle nicht sterben.
Die Fischer berichteten später, Chau sei bei seinem dritten Versuch, auf die Insel zu gelangen, von Sentinelesen mit Pfeilen getötet und seine Leiche am 17. November 2018 am Strand vergraben worden. Die indische Polizei kündigte daraufhin einen Bergungsversuch an. Survival International rief die Behörden dazu auf, die Gebiete der Andamanen-Völker zu schützen. Chaus Leichnam wurde nicht geborgen und verblieb auf der Insel.

## Rezeption
Über Chaus Tod wurde weltweit berichtet und seine Aktion teils gewürdigt, teils kritisiert. Während christlich-evangelikale Missionsgesellschaften und Kirchen in den USA Chau zum Teil einen Märtyrer nannten, herrschten in weltlichen Medien Unverständnis und Ablehnung vor. Kritische Medien fragten, ob es Chau wirklich allein um Missionierung ging, da er über Instagram seine Vorbereitungen und die Ankunft vor North Sentinel Island in der Art einer Live-Berichterstattung verbreitet und sich auf Instagram selbst als „Missionar“ und „Entdeckungsreisenden in der Tradition von David Livingstone“ bezeichnet hatte. In der medialen Aufarbeitung des Falls wurden gleichzeitig die Sinnhaftigkeit und die Folgen von Missionarsarbeit im 21. Jahrhundert diskutiert. Toby Luckhurst stellte in der BBC die Frage: „Helfen Missionare oder schaden sie?“ und verwies unter anderem auf imperialistische Formen von Missionsarbeit und die Fortschreibung kolonialer Tradition durch Mission.
Unabhängig von der Missionstätigkeit wurde Chaus Handeln als Ausprägung einer Form von Abenteuer-Tourismus eingeordnet, die das Unbekannte und Unberührte sucht. Er und andere wurden kritisiert, weil diese Art zu reisen genau die gesuchten Eigenschaften gefährde.
Ulrich Delius, Direktor der Gesellschaft für bedrohte Völker, bewertete Chaus Aktion als „grob leichtsinnig“ und plädierte dafür, das Volk in Ruhe zu lassen.
Chaus Vater machte unterdessen christlich-evangelikale Missionsgesellschaften und Kirchen für den Tod seines Sohnes verantwortlich und bezeichnete moderne Missionare als „Fanatiker“. Er sagte einem Journalisten des Guardian, er und seine Familie hätten den Sentinelesen vergeben.
Chau wurde für seinen tödlichen Missionsversuch mit dem ersten Platz eines Negativpreises, dem Darwin Award 2018, ausgezeichnet.
Die USA forderten von der indischen Regierung keine rechtlichen Konsequenzen gegen den Stamm oder den Täter. Indische Experten werteten Chaus Landungsversuch als Bedrohung der Sentinelesen, gegen die sie sich wehrten.